# Ansouis
Ansouis este o comună în departamentul Vaucluse din sud-estul Franței. În 2009 avea o populație de 1.117 de locuitori.

## Evoluția populației
| An        | 1975 | 1982 | 1990 | 1999  | 2006  | 2009  |
| --------- | ---- | ---- | ---- | ----- | ----- | ----- |
| Populație | 536  | 612  | 892  | 1.033 | 1.105 | 1.117 |